# تترابرموبیس‌فنول ای
تترابرموبیس‌فنول ای (به انگلیسی: Tetrabromobisphenol A) با فرمول شیمیایی C۱۵H۱۲Br۴O۲ یک ترکیب شیمیایی است. که جرم مولی آن ۵۴۳٫۹ g/mol می‌باشد.